# フィリップ・クリストフ・フォン・ケーニヒスマルク

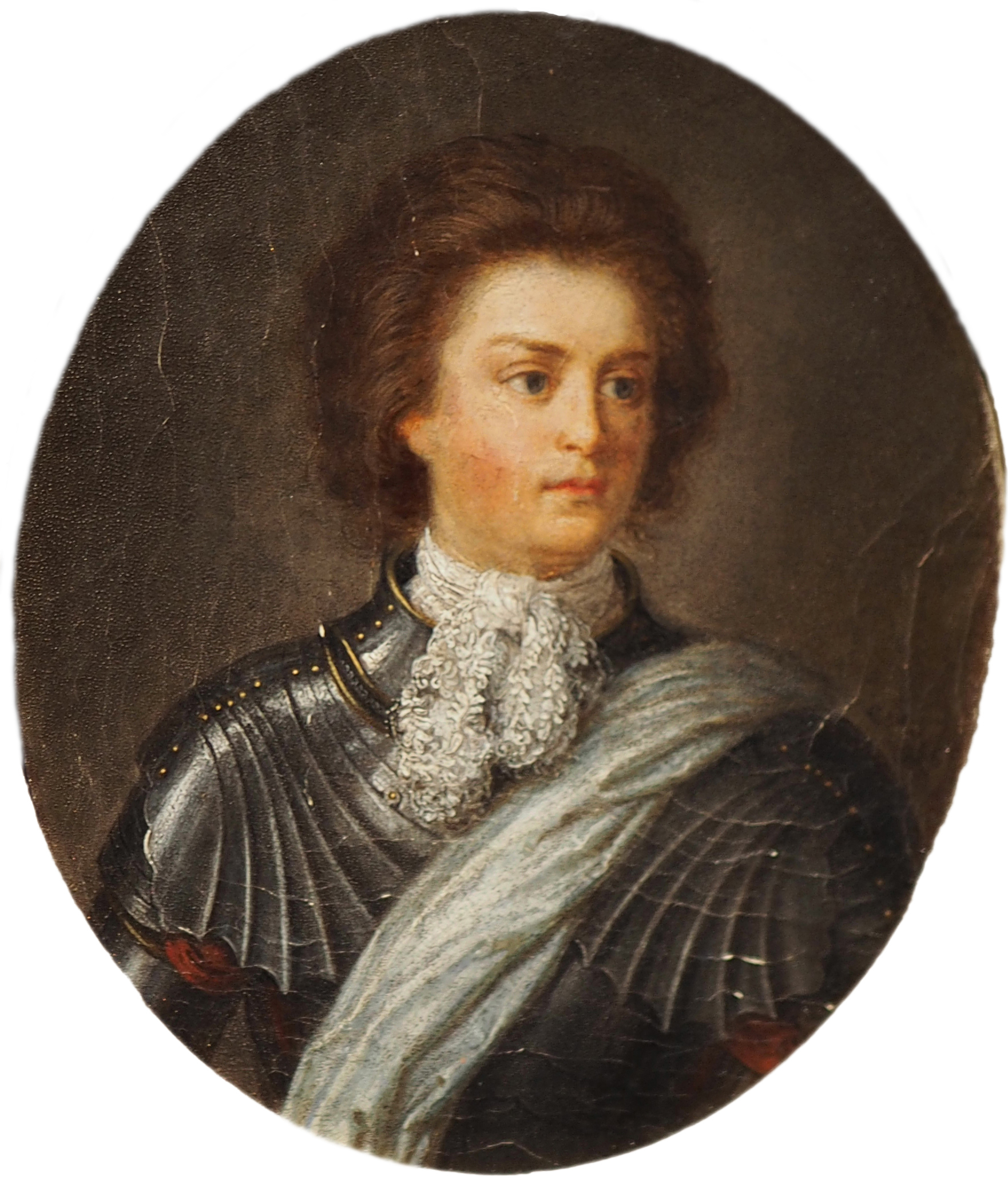
フィリップ・クリストフ・フォン・ケーニヒスマルク

フィリップ・クリストフ・フォン・ケーニヒスマルク（ドイツ語：Philip Christoph von Königsmarck、1665年3月4日 - 1694年7月2日頃）は、スウェーデンの貴族。ハノーファー公子ゲオルク・ルートヴィヒ（後のハノーファー選帝侯兼イギリス王ジョージ1世）の妃ゾフィー・ドロテアの愛人として知られる。

## 家系
スウェーデン総督ハンス・クリストフ・フォン・ケーニヒスマルク伯爵（1600年 - 1663年）の孫でクルト・クリストフ・フォン・ケーニヒスマルクの次男。兄のカール・ヨハン・フォン・ケーニヒスマルクはイングランド女性貴族のエリザベス・パーシーを巡るトラブルで殺人事件を起こし失踪、姉のマリア・アウローラはポーランド王兼ザクセン選帝侯アウグスト2世の愛人で、庶子にモーリス・ド・サックス元帥がいる。モーリスの子孫にジョルジュ・サンド。

## 生涯
兄カールと共に美男で好色なことで知られた。1686年に兄が死去すると、ケーニヒスマルク伯爵家の家督と財産を相続する。1688年3月、ゾフィー・ドロテア公女の誕生祝いを名目とした舞踏会で、同名の母ゾフィー・ドロテアと知り合う。
ゲオルク・ルートヴィヒ公子の愛人の姉（ゾフィー・ドロテアの侍女でもあった）クラーラ・エリーザベト・フォン・プラーテン伯爵夫人を通じて出世し、1690年頃よりゾフィー・ドロテアに接近。1691年1月頃、愛人関係になったとされる。この事実はハノーヴァー公家のうちで収まっていたが、ザクセンへの駆け落ちを計画したことからドイツ諸侯の周知のものとなってしまう。1694年7月1日（又は2日朝）、ライネ宮殿でのゾフィー・ドロテアとの密会の後に失踪。殺害された後ライネ川に遺棄されたとされる。この事件は「ケーニヒスマルク事件」（Königsmarck-Affäre）と呼ばれる。ゲオルク・ルートヴィヒへの従属を拒否したゾフィー・ドロテアは、その後32年間アールデン城に幽閉された。

## 関連作品
- 死せる恋人に捧ぐる悲歌（英語版） - 1948年のイギリス映画。日本公開は1951年。ケーニヒスマルク役にスチュワート・グレンジャー。